# Soplando
Soplando es el nombre del álbum debut del artista dominicano Juan Luis Guerra y 4.40, siendo reeditado en forma digital por Warner Music con el título El Original 4.40. Fue lanzado al mercado en 1984 en forma analógica y 7 años más tarde en 1991 en forma digital, respetando el orden en que fueron presentadas en LP, desde el Lado "A" hasta el "B".

## Lista de canciones
Por razones que se desconocen, los autores de algunos temas no fueron reseñados correctamente. Estos aparecieron en el disco original con la acreditación de Dominio Público (Temas A1, A4 y B3) y Derechos Reservados (Tema B1) que es en realidad un tema de origen brasileño. Respecto al tema B4, en la grabación original fue reseñada la autoría como "Roger-Washington", pero realmente es una adaptación al español de On Green Dolphin Street compuesta por Ned Washington y Bronislaw Kaper
| Lado "A" |               |        |        |                       |          |  |
| N.º      | Título        | Letras | Música | Escritor(es)          | Duración |  |
| 1.       | «Feliciana»   |        |        | José Lázaro Sosa      | 4:43     |  |
| 2.       | «Soplando»    |        |        | Juan Luis Guerra      | 3:14     |  |
| 3.       | «Carnaval»    |        |        | Manuel Alcib Troncoso | 2:18     |  |
| 4.       | «Juana Mecho» |        |        | Rafael Solano         | 6:03     |  |

| Lado "B" |                                           |                |                 |                                                |          |  |
| N.º      | Título                                    | Letras         | Música          | Escritor(es)                                   | Duración |  |
| 1.       | «Jardinera (A Jardineira)»                |                |                 | Benedito Lacerda y Humberto Carlos Porto       | 2:54     |  |
| 2.       | «Sambomba»                                |                |                 | Manuel Antonio Tejada y José Antonio Rodríguez | 4:47     |  |
| 3.       | «Loreta»                                  |                |                 | Luis Alberti                                   | 6:30     |  |
| 4.       | «La calle gris (On Green Dolphin Street)» | Ned Washington | Bronislaw Kaper | Versión: No documentado                        | 2:13     |  |

## Sencillos
- Feliciana
- Juana Mecho
- Sambomba

## Créditos
- Juan Luis Guerra: Voz solista (Pista A1), coros, arreglos vocales e instrumentales.
- Maridalia Hernández: Voz solista (Pista A3), coros.
- Mariela Mercado: Coros.
- Roger Zayas Bazán: Coros.